# Gilles Peress
Gilles Peress (* 29. prosince 1946) je francouzský novinářský fotograf. Je členem agentury Magnum Photos.

## Život a dílo
Peress začal pracovat jako fotograf v roce 1970, kdy dokumentoval život ve francouzské hornické vesnici. O rok později vstoupil do prestižní mezinárodní fotografické agentury Magnum Photos, kterou založil Robert Capa. Pak odcestoval do Severního Irska, aby začal dvacetiletý projekt o boji za irská občanská práva.
Jednou z jeho nejznámějších fotografií z tohoto období zachycuje mladého muže Patricka Dohertyho, chvíli před tím než byl zabit. Doherty byl střelen zepředu, když se plazil do bezpečí na nádvoří Rossvilleských bytů během Krvavé neděle v roce 1972. Díky této sérii fotografií se mohl najít pravý viník. Navzdory svědectví „vojáka F“, který tvrdil, že střílel na muže s pistolí, soudce vyšetřovací komise John Passmore Widgery poznal, že byl Doherty neozbrojený. Navíc testy na zbytky střelného prachu na rukou byly negativní.
Kromě Peresse se na válečné konflikty specializovali například David Douglas Duncan, Donald McCullin, Philip Jones Griffiths nebo Tim Page.
Power in the Blood je název knihy, která vznikla po řadě let práce v Severním Irsku. Je první částí jeho dlouhodobého projektu nazvaném Hate Thy Brother a cyklu dokumentárních příběhů, které popisují netoleranci a opakovaný vznik nacionalismu v poválečné době. Farewell to Bosnia byla první částí tohoto cyklu a druhá The Silence byla o genocidě ve Rwandě.
V roce 1979 odcestoval do Íránu, aby zachytil tamější revoluci. Jeho vysoce považovaná kniha Telex Iran: In the Name of Revolution (Ve jménu revoluce) se zabývá křehkými vztahy mezi americkou a íránskou kulturou během krize.
Peress dokončil také řadu dalších velkých projektů, včetně fotografické studie života tureckých přistěhovalců v Německu a naposled (rok 2009) zkoumal současné dědictví osvoboditele Simona Bolivara v Latinské Americe.

## Publikace (výběr)
- "Telex. Iran" ("Telex.- Persans") Aperture/Contrejour, 1984, Text by Gholam Hassan Saedi
- "Farewell to Bosnia" Scalo Publishers, 1993, Text by Gilles Peress
- "The Silence," Scalo Publishers, 1994, Text by Alison Des Forges
- "Power In the Blood: Photographs of the North of Ireland" Jonathan Cape/Scalo, to be published Spring 1997, with texts by Nan *Richardson and Gilles Peress

## Video
- "A Peruvian Equation" from the series "The Magnum Eye," TV Tokyo, Japan, 1992

## Ocenění, granty
- 1984 – Cena W. Eugena Smithe
- 1995 – Cena Ericha Salomona